# 2207 Antenor
2207 Antenor је Јупитеров тројански астероид са пречником од приближно 85,11 .
Афел астероида је на удаљености од 5,211 астрономских јединица (АЈ) од Сунца, а перихел на 5,057 АЈ.
Ексцентрицитет орбите износи 0,014, инклинација (нагиб) орбите у односу на раван еклиптике 6,808 степени, а орбитални период износи 4249,274 дана (11,633 годину).
Апсолутна магнитуда астероида је 8,89 а геометријски албедо 0,067.
Астероид је откривен 19. августа 1977. године.